# Mirame así
Mirame así es el decimotercer álbum de estudio de la cantante Argentina Gladys, la Bomba Tucumana, lanzado en 1998 con la discográfica Ecco Sound. Este disco ganó el premio Clave de Sol en 1999.

## Producción
El disco comenzó a grabarse luego de que la cantante Gladys, dejara atrás una larga etapa  bajo la compañía discográfica Magenta de 1990 a 1997 y 10 disco de estudio anteriores.
Este disco fue producido y dirigido por Néstor Santuario, la grabación de bases y voz fue en el estudio Del Padre.
En el tema Yolanda la voz del rap es de Santiago Ariel Griffo, más conocido como Tyiago Griffo hijo de la cantante.

## Lanzamiento
El disco se lanzó oficialmente en el año 1998 y contó con una larga promoción de aproximadamente año y medio.

## Promoción y repercusión
La Promoción de este disco se destacó por los programas de televisión como Hola Susana, Videomatch, Cafe Fashion, Amor y Moria y Almorzando con Mirtha Legrand entre los más destacados. También programas radiales y de TV del interior del País.
Realizó una exitosa gira por países limítrofes así como la extensión de la geografía Argentina.
El éxito llegó con el track 11 del disco, la reversión de I Will Survive de Gloria Gaynor bajo el título de Sobreviviré. Este tema la llevó a la popularidad nuevamente y a sonar en TV como en radios. Con el tiempo es considerado como uno de los clásicos de la cantante que a menudo interpreta en la actualidad. 
También sucedió esto con el tema Yolanda. Esta canción tomó relevancia y popularidad en el interior del país y llevó a Gladys a hacer giras por provincias como Córdoba, Mendoza y por supuesto su Tucumán natal.

## Lista de temas
| Mirame Así |                      |                                   |          |  |
| N.º        | Título               | Escritor(es)                      | Duración |  |
| 1.         | «Mi Revancha»        | Víctor Velasco y dos autores más. |          |  |
| 2.         | «Pegadito»           | Néstor Santurio y Antonio Ríos    |          |  |
| 3.         | «Mirame Así»         | Gladys Jimenez y Néstor Santurio  |          |  |
| 4.         | «Dime Dime»          | Gladys Jimenez y Marcelo Sánchez  |          |  |
| 5.         | «Con la Manito»      | Gladys Jimenez y Marcelo Sánchez  |          |  |
| 6.         | «Yolanda»            | E.S.A Gómez                       |          |  |
| 7.         | «Marchate»           | Gladys Jimenez y Arroyo F.        |          |  |
| 8.         | «Ritmo Sin Igual»    | V Velasco y R Velasco             |          |  |
| 9.         | «Falso Amor»         | Gladys Jimenez y Néstor Santurio  |          |  |
| 10.        | «Amargo y Dulce»     | Gladys Jimenez y Anabella Valdez  |          |  |
| 11.        | «Haberte Amado»      |                                   |          |  |
| 12.        | «Sobreviviré» (D. R) |                                   |          |  |

## Premios
El Trabajo fue nominado junto a cantantes como Karla o Lia Crucet para la categoría Mejor Cantante Femenina Tropical de los premios Clave de Sol.
| Premios Clave de Sol | Premios Clave de Sol             | Premios Clave de Sol | Premios Clave de Sol |
| Año                  | Categoría                        | Trabajo nominado     | Resultado            |
| -------------------- | -------------------------------- | -------------------- | -------------------- |
| 1999                 | Mejor Cantante Femenina Tropical | Mirame Así           | Ganador              |